# Gérard Tremblay (pilote automobile)
Pour les articles homonymes, voir Gérard Tremblay.
Gérard Tremblay, né le 31 juillet 1950 au Mans, est un pilote automobile français.

## Carrière
Il a commencé sa carrière en 1979 par des courses de côte. 
Il a participé aux 24 Heures du Mans à cinq reprises entre 1987 et 1993, dont trois pour l'écurie ALD Automobiles Louis Descartes, abandonnant quatre fois et finissant quatorzième (mais non classé) à la cinquième.
Il a aussi pris part sept fois aux 24 Heures de Spa, et cinq fois aux 24 Heures du Nürburgring.
Il a encore terminé dans les vingt premiers lors d'épreuves d'endurance à plusieurs reprises, lors des 1 000 kilomètres de Spa (1985, 1987 et 1988), des 1 000 kilomètres de Silverstone (1987 et 1988), et des 24 Heures de Spa (1992 et 1995). 
Il a aussi disputé le Challenge VdeV GT durant plusieurs saisons depuis 2007.